# 古郡正輝
古郡 正輝（ふるこおり まさき、1992年5月26日 - ）は、日本の俳優。ニチエンプロダクション所属。埼玉県出身。身長175cm。体重55kg。双子座。

## 出演

### TV
- 1リットルの涙（2005年、フジテレビ）
- 大学病院救急救命室・第5話（2005年、BS-i） - 津村拓也 役
- セクシーボイスアンドロボ（2007年、日本テレビ） - タカムラ 役

### 映画
- イヌゴエ 幸せの肉球（2006年） - 地元の中坊 役
- 愛妻日記
- 童心 - 藤沢潤一 役